# Nils Clausén (1801–1857)
Nils Clausén, född 28 februari 1801 i Piteå stadsförsamling, död 29 november 1857 var en svensk verksägare och hovkamrerare.

## Biografi
Clausén var son till expeditionsbefallningsmannen Nils Clausén (f. 1764)  och hans maka Maria Elisabeth Ruth.
Clausén gifte sig med Margreta Fredrique (Fredrica) Westling (f. 1807) den 9 februari 1826. Hovkamrerskan beskrivs av Skellefteå museum som "en storfru på sin tid" och fortsätter "Fint och präktigt gick det till". I äktenskapet föddes tre barn: Nils Clausén (f 1826), Johan (f. 1828) som avled under spädbarnstiden och Fredrique (f. 1829). 
Makarna Clausén bodde under 1830-talet på Stenbacka gård. Senare flyttade de till Lejonström och när Skellefteå stad grundades 1845 köpte han två tomter längs Storgatan där han lät uppföra ett hus som stod klara 1848. Byggnaden revs 1942. 
Med tiden blev Clausén blev en mycket förmögen man. Förutom verksamheterna och bostäder ägde han hälften av briggen Charlotte och skonerterna Freden och Fanny. Fler av hans skepp var byggda av skeppsbyggmästaren Nicanor Sandström så som det 85 fot långa skeppet Skellefteå och briggen Nordpolen.
I samband med makarna Clauséns silverbröllop skänkte de en altartavla av Carl Staaff till kyrkan.

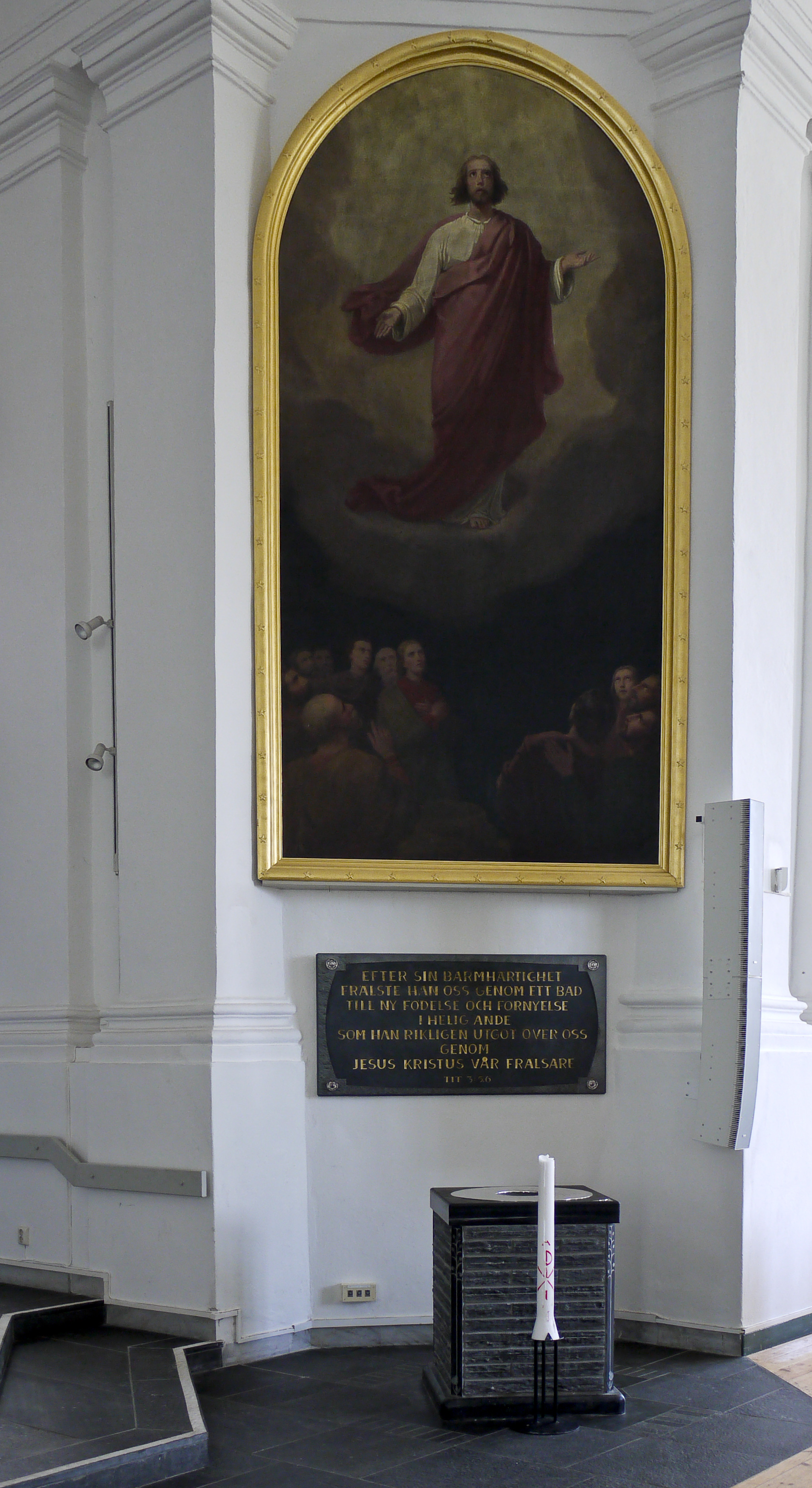
Altartavlan Himmelfärdstavlan av Carl Staaff.

Clausén avled den 29 november 1857 under en resa till Rosfors bruk. Att han avled på annan ort gav upphov till ryktesspridning där det sas att han egentligen inte var död. Liket fördes dock till Skellefteå stad och bisattes i Skellefteå landsförsamlings kyrka. Makan och andra tillkallade personer skulle därefter intyga att Clausén avlidit, detta för att änkan skulle få ut livförsäkring. Enligt bouppteckningen över honom efterlämnade han 324 645 riksdaler riksmynt, vilket motsvarade 20 185 580 kr (2023).
Efter Clauséns död diktades Clausenvisan om honom. Av Skellefteborna kom han att kallas  "Sprätt-Nisch".

## Karriär
Clausén var åtminstone 1830 kronofogde. På 1830-talet ägde Clausén Lejonströms såg tillsammans med svärfadern Westling i Lund. År 1834 investerade han, tillsammans med bland annat Carl Olof Furtenbach, i Näsbergs grufve bolag. Omkring 1840 investerade han tillsammans med Jonas Degerstedt, Degerbyn och Olof Degerman, Varuträsk i Nyholmsfors såg.

När Skellefteå stad anlades tog han initiativ till att förlägga Storgatan så att landskyrkan skulle ligga i fonden. Clausén blev stadens ordningsman 1851 och två år senare, samma dag som sonens lysningsdag, hugnades han med Vasaorden. Skellefteå tidning uppmärksammade detta och skrev: 
| ” | Samma afton anlände från sin resa norrut Herr Generalen och Commendeuren m. m. Hederstjerna, hvilken äfven hedrade sällskapet med sin närvaro. Herr Hofcamreraren, Bruks- och Verksegaren N. Clausen, som för sina utmärkta tjenster mot orten erhållit den nådiga och välförtjenta utmärkelsen af Vasastjernan, erhöll dervid riddarslaget. Den högtidliga akten framlockade tårar ur mångas ögon. | „ |

Clausén var under sin livstid även delägare i sågverken Klintforsliden och Bondhammar samt i Rosfors bruk.